# Эберхард, Курт
Курт Э́берхард (нем. Kurt Eberhard; 12 сентября 1874, Ротвайль — 8 сентября 1947, Штутгарт) — немецкий военный деятель, генерал-майор Вермахта (с 1 февраля 1941), военный комендант оккупированного Киева (нем. Stadtkommandant von Kiew; 26 сентября 1941 — 1 июля 1942). Непосредственно ответственен за планирование и уничтожение с 29 по 30 сентября 1941 года в Бабьем Яру почти 34 тысяч евреев и представителей других национальностей, проживавших на территории Киева.

## Биография
На военную службу зачислен 3 августа 1892 фанен-юнкером в 13-й полк полевой артиллерии «Король Карл», в котором прослужил до начала 1907 года. В артиллерийском полку 18 марта 1893 года ему присвоено звание прапорщика, 25 ноября 1893 — младшего лейтенанта и лейтенанта 25 февраля 1902 года. Параллельно три года учился в Прусской военной академии в Берлине, окончив её в 1905 году. С февраля 1907 по июль 1910 годы, в звании обер-лейтенанта проходил службу адъютантом 27-й бригады полевой артиллерии, во время службы в которой 25 февраля 1908 года получил звание капитана. С 25 июля 1910 по 1 октября 1913 был командующим батареи 65-го полка полевой артиллерии в Людвигсбурге, после этого почти год преподавал в артиллерийском училище.
В ходе Первой мировой войны в звании майора сначала (до апреля 1918) командовал батарей 65-го полка полевой артиллерии, позже был повышен до командующего батальона этого же полка, а с апреля 1918 — командующий 501-го полка полевой артиллерии. По окончании Первой мировой войны, с июля 1919 по октябрь 1920 командовал 5-м артиллерийским полком рейхсвера, после этого в течение года командовал батальоном 5-го артиллерийского полка, и в этот же период получил звание коменданта. С октября 1922 служил в штабе артиллерии вплоть до увольнения 1 апреля 1923 года. В ноябре 1923 Эберхард получил звание полковника, а в марте 1925 ему было временно присвоено звание генерал-майора.

### НСДАП и СС
в 1938 году Эберхард присоединился к НСДАП (номер партийного билета 5645459). С 20 апреля 1939 член СС в звании штандартенфюрера СС (членский номер 323045). С 1940 — оберфюрер СС, а с 9 ноября 1942 произведён в звание бригадефюрера общих СС, а 9 ноября 1944 года вступил в генеральный штаб Оберабшнит СС «Юго-Запад» в Штутгарте.

### Вторая мировая война
Перед началом Второй мировой войны, 26 августа 1939 года вернулся в армию. С 1940 по май 1941 служил в штабе командования армии тыла 550-го военного округа, (Франция), в это же время (1 февраля 1940) получил звание генерал-майора вермахта. С 13 мая 1941 по 30 июня 1942 года командовал 195-й полевой комендатурой. С 29 сентября 1941 по 1 июля 1942 — военный комендант Киева.

#### Комендант Киева
В течение 1941—1942 годов Курт Эберхард занимал пост военного коменданта Киева, значительную долю населения которого в довоенный период составляли евреи (220 тысяч человек). После захвата Киева Шестой армией вермахта, две трети евреев покинули город. Эберхард проявлял враждебность и нетерпимость к евреям, следуя генеральному курсу немецкого национал-социализма, и всячески поощрял их преследования. 26 сентября 1941 года в ходе совещания в штаб-квартире Эберхарда, на котором в частности присутствовали бригадефюрер СС Отто Раш — шеф Айнзатцгруппы С, обергруппенфюрер СС Фридрих Еккельн — генерал полиции Германской империи на оккупированной территории СССР, принято решение расстрелять не менее 50 тысяч евреев, оставшихся в Киеве. 28 сентября, после окончания совещания Раш доложил в Главное управление имперской безопасности: 
«Предусмотрена казнь, по меньшей мере, 50000 евреев. Вермахт приветствует эти меры и просит о радикальных действиях».
29-30 сентября 1941 года зондеркоманда 4a, дислоцированная в Киеве, под началом своего командира штандартенфюрера СС Пауля Блобеля, и непосредственно шефа Айнзатцгруппы С Отто Раша, в рамках якобы «борьбы с партизанами» убила 33771 жителя Киева, среди них были не только евреи, но и представители других национальностей, проживавших в Киеве.

#### После Киева и смерть
С июля по ноябрь 1942 находился в командном резерве при Верховном командовании вермахта (ОКВ). 30 ноября 1942 года, в возрасте 68 лет, был уволен из вермахта.
В конце Второй мировой войны попал в плен к войскам США, в котором и пробыл до своего самоубийства 8 сентября 1947 года в Штутгарте (по другим данным, Курт Эберхард умер в 1948).

## Награды и почётные знаки
- Орден Красного орла 4-го класса[17] (Королевство Пруссия)
- Королевский прусский орден Дома Гогенцоллернов с мечами[17] (Королевство Пруссия)
- Железный крест (1914)[17] (Королевство Пруссия)
  - 2-го класса
  - 1-го класса
- Орден «За военные заслуги» 4-го класса с мечами и короной[17] (Королевство Бавария)
- Орден Альбрехта рыцарский крест 1-го класса с мечами[17] (Королевство Саксония)
- Орден «За военные заслуги» рыцарский крест[17](18 декабря 1916[18]) (Королевство Вюртемберг)
- Орден Вюртембергской короны рыцарский крест с мечами[17] (Королевство Вюртемберг)
- Орден Фридриха рыцарский крест 1-го класса[17] (Королевство Вюртемберг)
- Почётный крест «За выслугу лет»[нем.] 2-го класса (21 год выслуги)[17] (Королевство Вюртемберг)
- Ганзейский крест Гамбурга[17]
- Орден Железной короны 3-го класса с воинскими украшениями[17] (Австро-Венгрия)
- Крест «За военные заслуги» 3-го класса с воинскими украшениями[17] (Австро-Венгрия)
- Медаль Имтияз серебряная с саблями[17] (Османская империя)
- Галлиполийская звезда[17] (Османская империя)
- Орден «За военные заслуги» командорский крест[17] (Царство Болгария)